# Liste des porte-drapeaux à la cérémonie d'ouverture des Jeux olympiques d'été de 2016
La liste ci-dessous répertorie les porte-drapeaux présents lors de la parade des nations de la cérémonie d'ouverture des Jeux olympiques d'été de 2016 au Stade Maracanã à Rio de Janeiro. Au cours de ce défilé, les athlètes de chacun des comités nationaux olympiques participants effectuent leur marche précédés du drapeau de leur pays, brandi par le porte-drapeau choisi par leur délégation.

## Ordre du défilé
Cette liste est classée dans l'ordre dans lequel les délégations nationales ont défilé. Conformément à la tradition, la délégation ouvrant la marche est celle de la Grèce, en sa qualité de pays fondateur des Jeux olympiques, et la dernière, clôturant la parade, est celle du pays hôte, ici le Brésil. Comme toujours, les autres comités nationaux défilent dans l'ordre alphabétique de la langue de la nation organisatrice, en l'occurrence le portugais brésilien.
Le diffuseur NBC, qui a signé en 2011 un contrat d'exclusivité pour les États-Unis pour un montant de 4,38 milliards de dollars avec le CIO (de 2014 à 2020), a vainement tenté de faire modifier l'ordre de passage de la délégation américaine, en la faisant défiler vers la fin  (lettre « U » de « USA ») afin de garantir une meilleure audience, mais a été débouté par le CIO.

## Liste des porte-drapeaux
| Ordre | Pays                             | Nom en portugais brésilien              | Porte-drapeau              | Sport              |
| ----- | -------------------------------- | --------------------------------------- | -------------------------- | ------------------ |
| 1     | Grèce                            | Grécia                                  | Sofía Bekatórou            | Voile              |
| 2     | Afghanistan                      | Afeganistão                             | Mohammad Tawfiq Bakhshi    | Judo               |
| 3     | Afrique du Sud                   | África do Sul                           | Wayde van Niekerk          | Athlétisme         |
| 4     | Albanie                          | Albânia                                 | Luiza Gega                 | Athlétisme         |
| 5     | Allemagne                        | Alemanha                                | Timo Boll                  | Tennis de table    |
| 6     | Andorre                          | Andorra                                 | Laura Sallés               | Judo               |
| 7     | Angola                           | Angola                                  | Luísa Kiala                | Handball           |
| 8     | Antigua-et-Barbuda               | Antígua e Barbuda                       | Daniel Bailey              | Athlétisme         |
| 9     | Arabie saoudite                  | Arábia Saudita                          | Sulaiman Hamad             | Judo               |
| 10    | Algérie                          | Argélia                                 | Sonia Asselah              | Judo               |
| 11    | Argentine                        | Argentina                               | Luis Scola                 | Basketball         |
| 12    | Arménie                          | Armênia                                 | Vahan Mkhitaryan           | Natation           |
| 13    | Aruba                            | Aruba                                   | Nicole van der Velden      | Voile              |
| 14    | Athlètes olympiques indépendants | Atletas Olímpicos Independentes         | Volontaire                 |                    |
| 15    | Australie                        | Austrália                               | Anna Meares                | Cyclisme           |
| 16    | Autriche                         | Áustria                                 | Liu Jia                    | Tennis de table    |
| 17    | Azerbaïdjan                      | Azerbaijão                              | Teymur Mammadov            | Boxe               |
| 18    | Bahamas                          | Bahamas                                 | Shaunae Miller             | Athlétisme         |
| 19    | Bangladesh                       | Bangladesh                              | Siddikur Rahman            | Golf               |
| 20    | Barbade                          | Barbados                                | Ramon Gittens              | Athlétisme         |
| 21    | Bahreïn                          | Bareine                                 | Farhan Saleh               | Natation           |
| 22    | Biélorussie                      | Belarus                                 | Siarhei Martynau           | Tir                |
| 23    | Belgique                         | Bélgica                                 | Olivia Borlée              | Athlétisme         |
| 24    | Belize                           | Belize                                  | Brandon Jones              | Athlétisme         |
| 25    | Bénin                            | Benim                                   | Yémi Apithy                | Escrime            |
| 26    | Bermudes                         | Bermuda                                 | Tyrone Smith               | Athlétisme         |
| 27    | Bolivie                          | Bolívia                                 | Ángela Castro              | Athlétisme         |
| 28    | Bosnie-Herzégovine               | Bósnia e Herzegovina                    | Amel Tuka                  | Athlétisme         |
| 29    | Botswana                         | Botsuana                                | Nijel Amos                 | Athlétisme         |
| 30    | Brunei                           | Brunei Darussalam                       | Mohamed Fakhri Ismail      | Athlétisme         |
| 31    | Bulgarie                         | Bulgária                                | Ivet Lalova-Collio         | Athlétisme         |
| 32    | Burkina Faso                     | Burkina Faso                            | Rachid Sidibé              | Judo               |
| 33    | Burundi                          | Burundi                                 | Olivier Irabaruta          | Athlétisme         |
| 34    | Bhoutan                          | Butão                                   | Karma                      | Tir à l'arc        |
| 35    | Cap-Vert                         | Cabo Verde                              | Maria Andrade              | Taekwondo          |
| 36    | Cameroun                         | Camarões                                | Wilfried Ntsengue          | Boxe               |
| 37    | Cambodge                         | Camboja                                 | Sorn Seavmey               | Taekwondo          |
| 38    | Canada                           | Canadá                                  | Rosannagh MacLennan        | Gymnastique        |
| 39    | Qatar                            | Catar                                   | Sheikh Ali al-Thani Hamad  | Équitation         |
| 40    | Kazakhstan                       | Cazaquistão                             | Ruslan Zhaparov            | Taekwondo          |
| 41    | Îles Caïmans                     | Ilhas Cayman                            | Ronald Forbes              | Athlétisme         |
| 42    | République centrafricaine        | República Centroafricana                | Chloé Sauvourel            | Natation           |
| 43    | Tchad                            | Chade                                   | Bibiro Ali Taher           | Athlétisme         |
| 44    | Chili                            | Chile                                   | Érika Olivera              | Athlétisme         |
| 45    | Chine                            | República Popular da China              | Lei Sheng                  | Escrime            |
| 46    | Chypre                           | Chipre                                  | Pávlos Kontídis            | Voile              |
| 47    | Colombie                         | Colômbia                                | Jossimar Calvo             | Gymnastique        |
| 48    | Comores                          | Comores                                 | Nazlati Mohamed Andhumdine | Natation           |
| 49    | République du Congo              | Congo                                   | Franck Elemba              | Athlétisme         |
| 50    | République démocratique du Congo | República Democrática do Congo          | Rosa Keleku Lukusa         | Taekwondo          |
| 51    | Îles Cook                        | Ilhas Cook                              | Ella Nicholas              | Canoë-kayak        |
| 52    | Corée du Sud                     | República da Coreia                     | Gu Bon-gil                 | Escrime            |
| 53    | Côte d'Ivoire                    | Costa do Marfim                         | Murielle Ahouré            | Athlétisme         |
| 54    | Costa Rica                       | Costa Rica                              | Nery Brenes                | Athlétisme         |
| 55    | Croatie                          | Croácia                                 | Josip Pavić                | Water-polo         |
| 56    | Cuba                             | Cuva                                    | Mijaín López               | Lutte              |
| 57    | Danemark                         | Dinamarca                               | Caroline Wozniacki         | Tennis             |
| 58    | Djibouti                         | Djibuti                                 | Abdi Waiss Mouhyadin       | Athlétisme         |
| 59    | Dominique                        | Dominica                                | Yordanys Durañona          | Athlétisme         |
| 60    | République dominicaine           | República Dominicana                    | Luguelín Santos            | Athlétisme         |
| 61    | Égypte                           | Egito                                   | Ahmed El Ahmar             | Handball           |
| 62    | Salvador                         | El Salvador                             | Lilian Castro              | Tir                |
| 63    | Émirats arabes unis              | Emirados Árabes Unidos                  | Nada Al-Bedwawi            | Natation           |
| 64    | Équateur                         | Equador                                 | Estefania Garcia           | Athlétisme         |
| 65    | Érythrée                         | Eritreia                                | Volontaire                 |                    |
| 66    | Slovaquie                        | Eslováquia                              | Danka Barteková            | Tir                |
| 67    | Slovénie                         | Eslovênia                               | Vasilij Žbogar             | Voile              |
| 68    | Espagne                          | Espanha                                 | Rafael Nadal               | Tennis             |
| 69    | États fédérés de Micronésie      | Estados Federados da Micronésia         | Jennifer Chieng            | Boxe               |
| 70    | États-Unis                       | Estados Unidos da América               | Michael Phelps             | Natation           |
| 71    | Estonie                          | Estônia                                 | Karl-Martin Rammo          | Voile              |
| 72    | Éthiopie                         | Etiópia                                 | Tsgabu Grmay               | Cyclisme           |
| 73    | Macédoine du Nord                | Ex-República Iugoslava da Macedônia     | Anastasija Bogdanovski     | Natation           |
| 74    | Fidji                            | Fiji                                    | Osea Kolinisau             | Rugby à sept       |
| 75    | Philippines                      | Filipinas                               | Ian Lariba                 | Tennis de table    |
| 76    | Finlande                         | Finlândia                               | Tuuli Petäjä               | Voile              |
| 77    | France                           | França                                  | Teddy Riner                | Judo               |
| 78    | Gabon                            | Gabão                                   | Anthony Obame              | Taekwondo          |
| 79    | Gambie                           | Gâmbia                                  | Gina Bass                  | Athlétisme         |
| 80    | Ghana                            | Gana                                    | Flings Owusu-Agyapong      | Athlétisme         |
| 81    | Géorgie                          | Geórgia                                 | Avtandil Tchrikishvili     | Judo               |
| 82    | Royaume-Uni                      | Grã-Bretanha                            | Andy Murray                | Tennis             |
| 83    | Grenade                          | Granada                                 | Kirani James               | Athlétisme         |
| 84    | Guam                             | Guam                                    | Benjamin Schulte           | Natation           |
| 85    | Guatemala                        | Guatemala                               | Ana Sofía Gómez            | Gymnastique        |
| 86    | Guyana                           | Guiana                                  | Hannibal Gaskin            | Natation           |
| 87    | Guinée                           | Guiné                                   | Mamadama Bangoura          | Judo               |
| 88    | Guinée équatoriale               | Guiné Equatorial                        | Reïna-Flor Okori           | Athlétisme         |
| 89    | Guinée-Bissau                    | Guiné-Bissau                            | Augusto Midana             | Lutte              |
| 90    | Haïti                            | Haiti                                   | Asnage Castelly            | Lutte              |
| 91    | Honduras                         | Honduras                                | Rolando Palacios           | Athlétisme         |
| 92    | Hong Kong                        | Hong Kong, China                        | Stephanie Au               | Natation           |
| 93    | Hongrie                          | Hungria                                 | Áron Szilágyi              | Escrime            |
| 94    | Yémen                            | Iêmen                                   | Zeyad Mater                | Judo               |
| 95    | Inde                             | Índia                                   | Abhinav Bindra             | Tir                |
| 96    | Indonésie                        | Indonésia                               | Maria Natalia Londa        | Athlétisme         |
| 97    | Iran                             | República Islâmica do Irã               | Zahra Nemati               | Tir à l'arc        |
| 98    | Irak                             | Iraque                                  | Waheed Abdul-Ridha         | Boxe               |
| 99    | Irlande                          | Irlanda                                 | Paddy Barnes               | Boxe               |
| 100   | Islande                          | Islândia                                | Thormodur Jonsson          | Judo               |
| 101   | Israël                           | Israel                                  | Neta Rivkin                | Gymnastique        |
| 102   | Italie                           | Itália                                  | Federica Pellegrini        | Natation           |
| 103   | Jamaïque                         | Jamaica                                 | Shelly-Ann Fraser-Pryce    | Athlétisme         |
| 104   | Japon                            | Japão                                   | Keisuke Ushiro             | Athlétisme         |
| 105   | Jordanie                         | Jordânia                                | Hussein Ishaish            | Boxe               |
| 106   | Kiribati                         | Kiribati                                | David Katoatau             | Haltérophilie      |
| 107   | Kosovo                           | Kosovo                                  | Majlinda Kelmendi          | Judo               |
| 108   | Laos                             | República Popular Democrática do Laos   | Xaysa Anousone             | Athlétisme         |
| 109   | Lesotho                          | Lesoto                                  | Mosito Lehata              | Athlétisme         |
| 110   | Lettonie                         | Letônia                                 | Māris Štrombergs           | Cyclisme           |
| 111   | Liban                            | Líbano                                  | Nacif Elias                | Judo               |
| 112   | Liberia                          | Libéria                                 | Emmanuel Matadi            | Athlétisme         |
| 113   | Libye                            | Líbia                                   | Mohamed Fuad Hrezi         | Athlétisme         |
| 114   | Liechtenstein                    | Liechtenstein                           | Julia Hassler              | Natation           |
| 115   | Lituanie                         | Lituânia                                | Gintarė Scheidt            | Voile              |
| 116   | Luxembourg                       | Luxemburgo                              | Gilles Müller              | Tennis             |
| 117   | Madagascar                       | Madagascar                              | Eliane Saholinirina        | Athlétisme         |
| 118   | Malaisie                         | Malásia                                 | Lee Chong Wei              | Badminton          |
| 119   | Malawi                           | Maláui                                  | Kefasi Chitsala            | Athlétisme         |
| 120   | Maldives                         | Maldivas                                | Aminath Shajan             | Natation           |
| 121   | Mali                             | Mali                                    | Djenebou Dante             | Athlétisme         |
| 122   | Malte                            | Malta                                   | Andrew Chetcuti            | Natation           |
| 123   | Îles Marshall                    | Ilhas Marshall                          | Mathlynn Sasser            | Haltérophilie      |
| 124   | Maroc                            | Marrocos                                | Abdelkebir Ouaddar         | Équitation         |
| 125   | Maurice                          | Maurício                                | Kate Foo Kune              | Badminton          |
| 126   | Mauritanie                       | Mauritânia                              | Jidou El Moctar            | Athlétisme         |
| 127   | Mexique                          | México                                  | Daniela Campuzano          | Cyclisme           |
| 128   | Mozambique                       | Moçambique                              | Joaquim Lobo               | Canoë-kayak        |
| 129   | Moldavie                         | República da Moldova                    | Nicolae Ceban              | Lutte              |
| 130   | Monaco                           | Mônaco                                  | Brice Etès                 | Athlétisme         |
| 131   | Mongolie                         | Mongólia                                | Temuulen Battulga          | Judo               |
| 132   | Monténégro                       | Montenegro                              | Bojana Popović             | Handball           |
| 133   | Birmanie                         | Myanmar                                 | Yan Naing Soe              | Judo               |
| 134   | Namibie                          | Namíbia                                 | Jonas Junias               | Boxe               |
| 135   | Nauru                            | Nauru                                   | Elson Brechtefeld          | Haltérophilie      |
| 136   | Népal                            | Nepal                                   | Phupu Lhamu Khatri         | Judo               |
| 137   | Nicaragua                        | Nicarágua                               | Rafael Lacayo              | Tir                |
| 138   | Niger                            | Niger                                   | Abdoul Razak Issoufou      | Taekwondo          |
| 139   | Nigeria                          | Nigéria                                 | Olufunke Oshonaike         | Tennis de table    |
| 140   | Norvège                          | Noruega                                 | Ole Kristian Bryhn         | Tir                |
| 141   | Nouvelle-Zélande                 | Nova Zelândia                           | Peter Burling              | Voile              |
| 142   | Oman                             | Omã                                     | Hamed Said Al-Khatri       | Tir                |
| 143   | Pays-Bas                         | Países Baixos                           | Jeroen Dubbeldam           | Équitation         |
| 144   | Palaos                           | Palau                                   | Florian Skilang Temengil   | Lutte              |
| 145   | Palestine                        | Palestina                               | Mayada Al-Sayad            | Athlétisme         |
| 146   | Panama                           | Panamá                                  | Alonso Edward              | Athlétisme         |
| 147   | Papouasie-Nouvelle-Guinée        | Papua Nova Guiné                        | Ryan Pini                  | Natation           |
| 148   | Pakistan                         | Paquistão                               | Ghulam Mustafa Bashir      | Tir                |
| 149   | Paraguay                         | Paraguai                                | Julieta Granada            | Golf               |
| 150   | Pérou                            | Peru                                    | Francisco Boza             | Tir                |
| 151   | Pologne                          | Polônia                                 | Karol Bielecki             | Handball           |
| 152   | Porto Rico                       | Porto Rico                              | Jaime Espinal              | Lutte              |
| 153   | Portugal                         | Portugal                                | João Rodrigues             | Voile              |
| 154   | Kenya                            | Quênia                                  | Shehzana Anwar             | Tir à l'arc        |
| 155   | Kirghizistan                     | Quirguistão                             | Erkin Adylbek Uulu         | Boxe               |
| 156   | Corée du Nord                    | República Popular Democrática da Coreia | Choe Jon-wi                | Haltérophilie      |
| 157   | Roumanie                         | Romênia                                 | Cătălina Ponor             | Gymnastique        |
| 158   | Rwanda                           | Ruanda                                  | Adrien Niyonshuti          | Cyclisme           |
| 159   | Russie                           | Federação da Rússia                     | Sergey Tetyukhin           | Volley-ball        |
| 160   | Îles Salomon                     | Ilhas Salomão                           | Jenly Tegu Wini            | Haltérophilie      |
| 161   | Samoa                            | Samoa                                   | Mary Opeloge               | Haltérophilie      |
| 162   | Samoa américaines                | Samoa Americana                         | Tanumafili Jungblut        | Haltérophilie      |
| 163   | Saint-Marin                      | San Marino                              | Arianna Perilli            | Tir                |
| 164   | Sainte-Lucie                     | Santa Lúcia                             | Levern Spencer             | Athlétisme         |
| 165   | Saint-Christophe-et-Niévès       | São Cristóvão e Névis                   | Antoine Adams              | Athlétisme         |
| 166   | Sao Tomé-et-Principe             | São Tomé e Príncipe                     | Buly Triste                | Canoë-kayak        |
| 167   | Saint-Vincent-et-les-Grenadines  | São Vicente e Granadinas                | Kineke Alexander           | Athlétisme         |
| 168   | Seychelles                       | Seicheles                               | Rodney Govinden            | Voile              |
| 169   | Sénégal                          | Senegal                                 | Isabelle Sambou            | Lutte              |
| 170   | Sierra Leone                     | Serra Leoa                              | Bunturabie Jalloh          | Natation           |
| 171   | Serbie                           | Sérvia                                  | Ivana Maksimović           | Tir                |
| 172   | Singapour                        | Singapura                               | Derek Wong Zi Liang        | Badminton          |
| 173   | Syrie                            | República Árabe da Síria                | Majededdin Ghazal          | Athlétisme         |
| 174   | Somalie                          | Somália                                 | Mohamed Hassan Mohamed     | Athlétisme         |
| 175   | Sri Lanka                        | Sri Lanka                               | Anuradha Cooray            | Athlétisme         |
| 176   | Swaziland                        | Suazilândia                             | Sibusiso Matsenjwa         | Athlétisme         |
| 177   | Soudan                           | Sudão                                   | Abdalla Yousif             | Athlétisme         |
| 178   | Soudan du Sud                    | Sudão do Sul                            | Guor Marial                | Athlétisme         |
| 179   | Suède                            | Suécia                                  | Therese Alshammar          | Natation           |
| 180   | Suisse                           | Suíça                                   | Giulia Steingruber         | Gymnastique        |
| 181   | Suriname                         | Suriname                                | Soren Opti                 | Badminton          |
| 182   | Tadjikistan                      | Tadjiquistão                            | Dilshod Nazarov            | Athlétisme         |
| 183   | Thaïlande                        | Tailândia                               | Ratchanok Intanon          | Badminton          |
| 184   | Taipei chinois                   | Taipé Chinesa                           | Isheau Wong                | Équitation         |
| 185   | Tanzanie                         | República Unida da Tanzânia             | Andrew Thomas Mlugu        | Judo               |
| 186   | Tchéquie                         | República Tcheca                        | Lukáš Krpálek              | Judo               |
| 187   | Timor oriental                   | República Democrática de Timor-Leste    | Francelina Cabral          | Cyclisme           |
| 188   | Togo                             | Togo                                    | Adzo Kpossi                | Natation           |
| 189   | Tonga                            | Tonga                                   | Pita Taufatofua            | Taekwondo          |
| 190   | Trinité-et-Tobago                | Trinidad e Tobago                       | Keshorn Walcott            | Athlétisme         |
| 191   | Tunisie                          | Tunísia                                 | Oussama Mellouli           | Natation           |
| 192   | Turkménistan                     | Turcomenistão                           | Merdan Atayev              | Natation           |
| 193   | Turquie                          | Turquia                                 | Rıza Kayaalp               | Lutte              |
| 194   | Tuvalu                           | Tuvalu                                  | Etimoni Timuani            | Athlétisme         |
| 195   | Ukraine                          | Ucrânia                                 | Mykola Milchev             | Tir                |
| 196   | Ouganda                          | Uganda                                  | Joshua Tibatemwa           | Natation           |
| 197   | Uruguay                          | Uruguai                                 | Dolores Moreira            | Voile              |
| 198   | Ouzbékistan                      | Uzbequistão                             | Bakhodir Jalolov           | Boxe               |
| 199   | Vanuatu                          | Vanuatu                                 | Yoshua Shing               | Tennis de table    |
| 200   | Venezuela                        | Venezuela                               | Rubén Limardo              | Escrime            |
| 201   | Vietnam                          | Vietnã                                  | Vũ Thành An                | Escrime            |
| 202   | Îles Vierges des États-Unis      | Ilhas Virgens Americanas                | Cy Thompson                | Voile              |
| 203   | Îles Vierges britanniques        | Ilhas Virgens Britânicas                | Ashley Kelly               | Athlétisme         |
| 204   | Zambie                           | Zâmbia                                  | Matthews Punza             | Judo               |
| 205   | Zimbabwe                         | Zimbábue                                | Kirsty Coventry            | Natation           |
| 206   | Athlètes réfugiés                | Time Olímpico de Refugiados             | Rose Lokonyen              | Athlétisme         |
| 207   | Brésil                           | Brasil                                  | Yane Marques               | Pentathlon moderne |

## Sources
- (en) Flag bearers of all nations at the opening ceremony for the Rio 2016 Olympic Games